# ЛАЗ-697
ЛАЗ-697 «Турист» — туристичний автобус середнього класу, що випускався Львівським автобусним заводом з 1959 по 1985 роки. Автобус призначався для міжміських ліній невеликої довжини, екскурсійних поїздок, застосування на експресних лініях спеціального призначення.

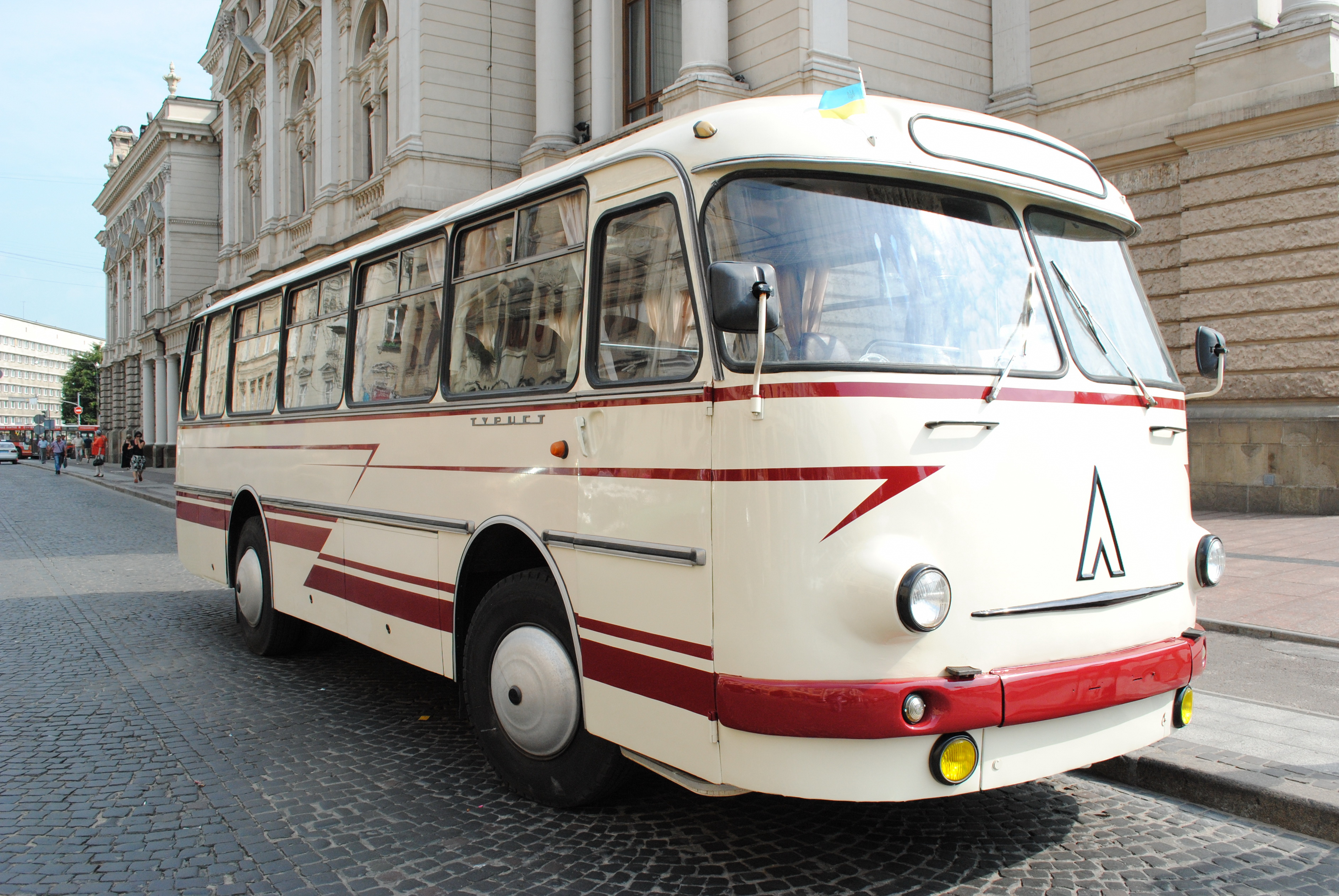
Модель ЛАЗ-697М

Двигун у ЛАЗ-697 розташовувався позаду. У підвісці були коригуючі пружини, що працюють паралельно з ресорами. Сидіння використовувалися двомісні з регульованим кутом нахилу спинки. Місткість автобуса становила 33 особи. Під підлогою салону знаходилися багажні відсіки.
Випуск сімейства автобусів серії 697 припинили в 1982 році на користь розширення виробництва великого міжміського автобуса сімейства ЛАЗ-699, що відрізнявся великою кількістю місць (41 замість 33 у ЛАЗ-697Р). 1985 року для майбутнього XXVII з'їзду КПРС заводом було збудовано невелику разову партію «люксових» автобусів цього сімейства.

## Історія створення моделі

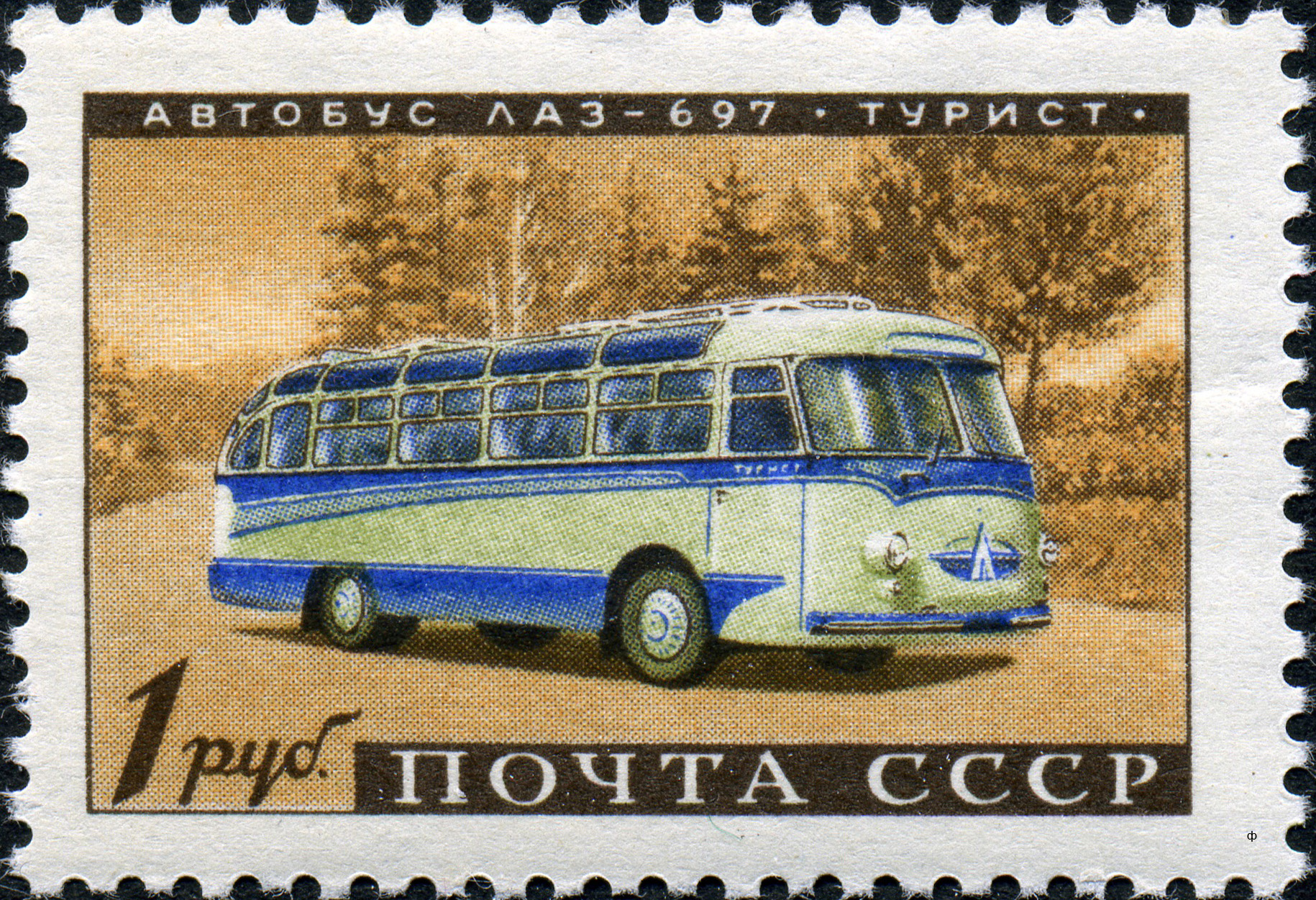
Поштова марка СРСР 1960 року

Перший дослідний туристичний автобус ЛАЗ-697 «Турист» створив колектив ЛАЗу і НАМІ у вересні 1958 року. По суті, автобус був міжміською версією міського ЛАЗ-695. Замість двох ширмових дверей в передньому і задньому звисі в салон вела одна ручна передня дверка. У салоні автобуса знаходилося 34 комфортабельних регульованих сидінь, на спинках яких були плафони індивідуального нічного освітлення, попільнички, сітки для газет і журналів. Сам автобус мав розсувний дах, установку примусової вентиляції з зволоженням повітря, калориферне опалення, радіоприймач з мікрофоном і багажне відділення під підлогою. На автобусі були встановлені телескопічні амортизатори і гідропривід зчеплення. Вперше на цьому автобусі був встановлений заводський знак — буква «Л» в обрамленні. Надалі такий знак буде стояти на всіх серійних «Турист», а також на автобусах ЛАЗ-699 і ЛАЗ-699А. Дослідний автобус ЛАЗ-697 «Турист» демонструвався на ВДНГ СРСР, а потім група заводських туристів зробила на ньому поїздку по Чехословаччині та Польщі.
У червні 1959 року створили другий варіант автобуса ЛАЗ-697 «Турист». Від попередньої дослідної машини він відрізнявся меншою площею остекления скатів даху. Замість розсувний даху було встановлено зсувний люк розміром 1800х2700 мм; такі люки згодом встановлювалися на деякі партії серійних автобусів ЛАЗ-697 і ЛАЗ-697Е. Для природної вентиляції, вперше саме на цьому автобусі, зробили спеціальний воздухозаборник над лобовим склом, через що над склом утворився козирок-„кепочка“ з насуненого даху. Ця «кепочка» надалі стала надбанням усіх серійних автобусів ЛАЗ. На цьому ж автобусі, також вперше на ЛАЗах, були встановлені кватирки збільшеного розміру, які потім теж стали обов'язковими для всіх ЛАЗів. Автобус комплектувався двигуном ЗІЛ-164 і підвіскою на чотирьох напівеліптичних ресор з коригуючими пружинами. Для багажу передбачалися багажні відсіки під підлогою автобуса об'ємом 3,5 м3. Цей екземпляр експонувався на Міжнародній виставці в Марселі в 1959 році і на автомобільній виставці в Женеві в 1960 році.
Серійне виробництво автобусів ЛАЗ-697 почалося наприкінці 1959 року. Серійні автобуси комплектувалися двигуном ЗІЛ-158А потужністю 109 к.с.; такий же двигун встановлювали і на міську модель ЛАЗ-695Б.

## ЛАЗ-697Е
З 1961 року на ЛАЗ почалися поставки нового двигуна ЗІЛ-130 потужністю 150 к.с. Їм почали комплектувати як на міську, так і міжміську модель, відповідні модифікації отримали найменування ЛАЗ-695Е і ЛАЗ-697Е. Максимальна швидкість нових автобусів зросла на 7 км/год. До 1963 року нові двигуни поставлялися на ЛАЗ невеликими партіями, тому паралельно вівся випуск старого автобуса ЛАЗ-697 і нового ЛАЗ-697Е, причому зовні обидві модифікації були однакові.
З початку 1964 року поставки двигунів ЗіЛ-130 стали регулярними, що дозволило відмовитися від модифікації зі старим двигуном. Також в цей час дещо змінився зовнішній вигляд автобуса ЛАЗ-697Е — колісні арки придбали круглу форму, зникли спадаючі молдинги на кузові. Автобус ЛАЗ-697Е випускався до 1969 року.

## ЛАЗ-697М

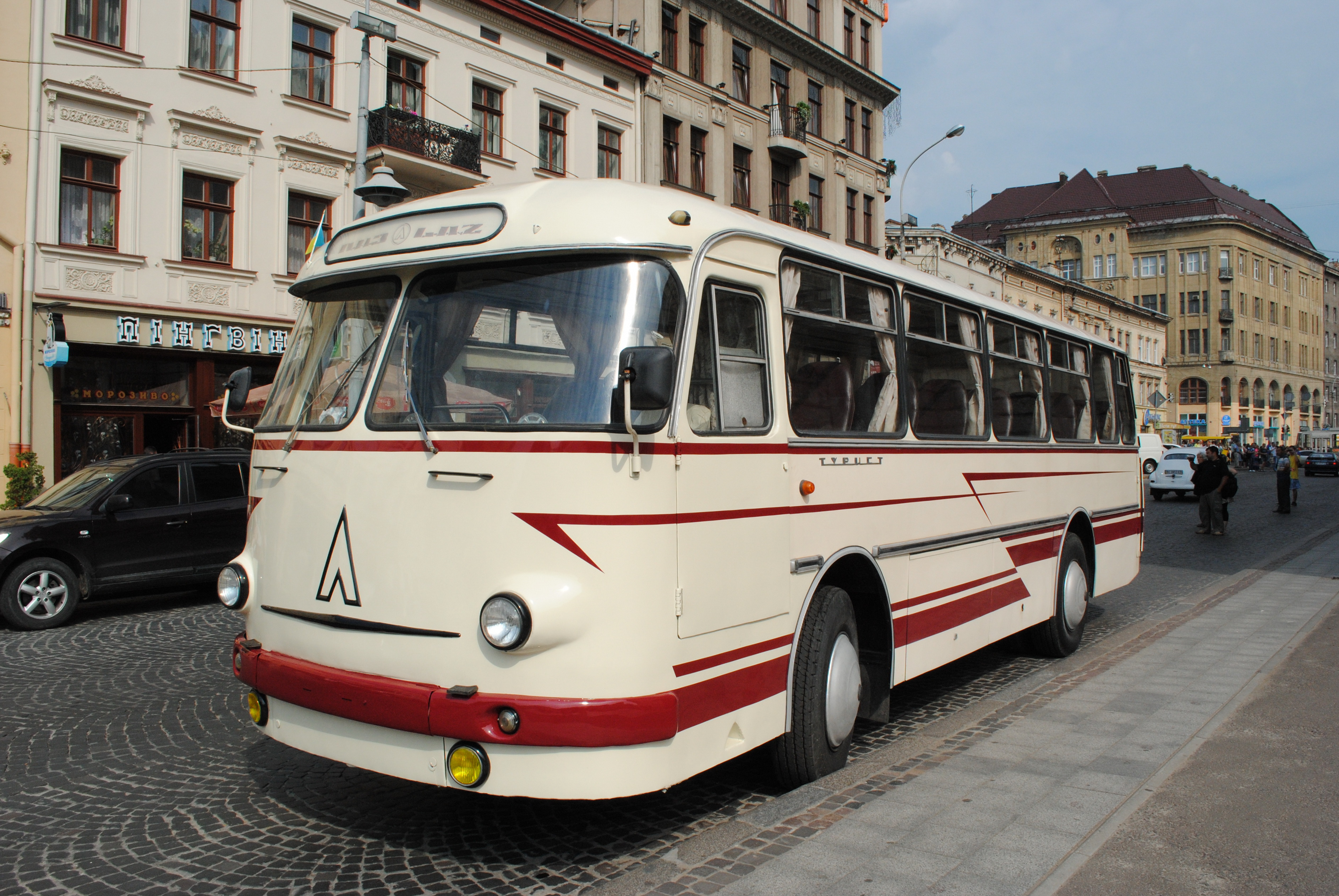
ЛАЗ-697М

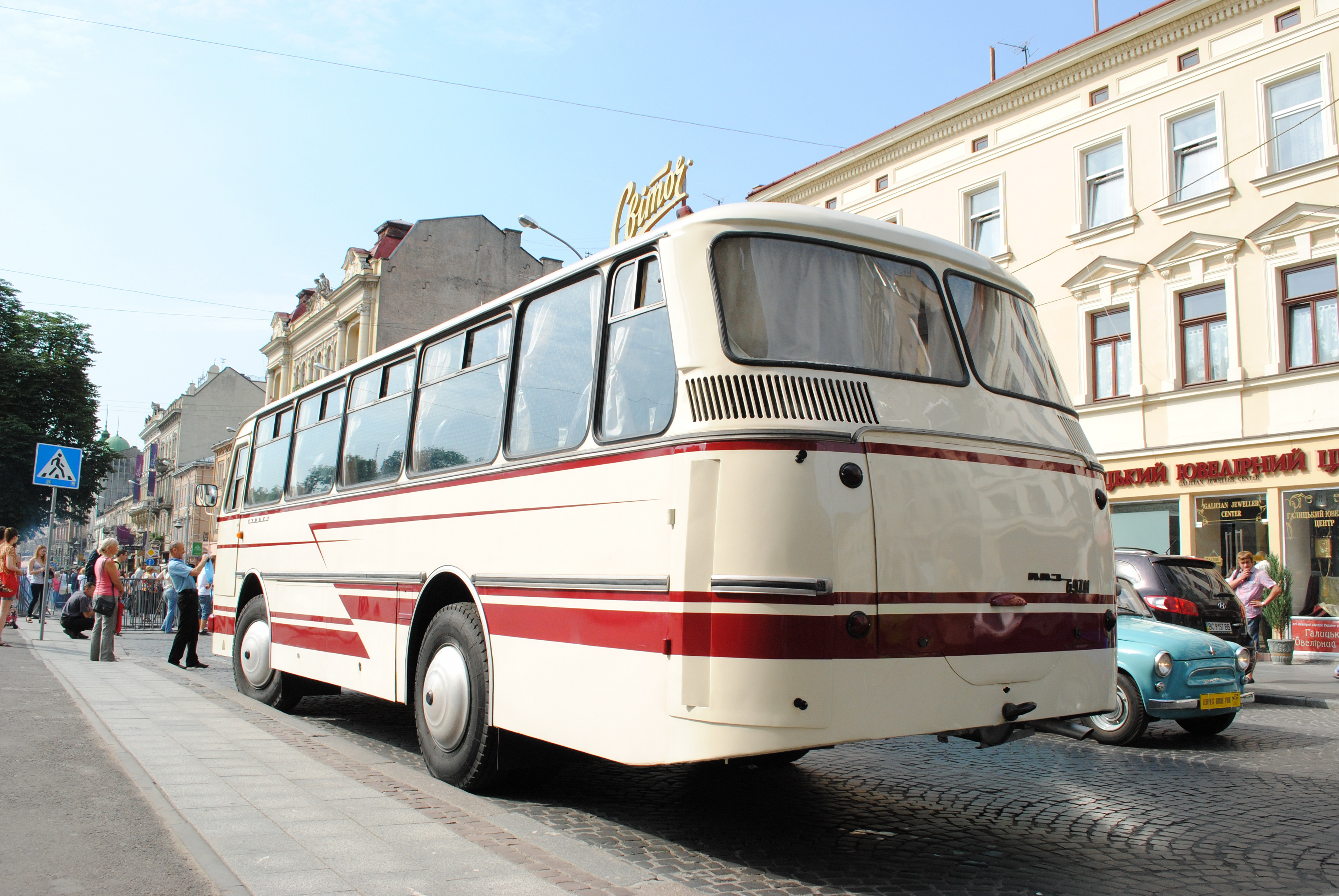

У 1970 році почався випуск чергової модифікації ЛАЗ-697М, уніфікованої з відповідним міським автобусом ЛАЗ-695М. Новий автобус відрізнявся від колишнього дещо іншою верхньою частиною кузова зі збільшеними бічними вікнами, відсутністю скління скатів даху і відсутністю ззаду воздухозаборника-труби — забір повітря для двигуна тепер здійснювався через бічні дефлектори. Автобус також отримав гідропідсилювач керма і угорський задній міст «Раба», чого не було у попередньої модифікації.
Перший демонстраційний автобус ЛАЗ-697М показали на виставці в Москві в 1969 році і від серійних він відрізнявся іншим оформленням передка і аварійними виходами, що відкриваються на місці деяких бічних стікол. Цей автобус потім кілька разів демонструвався на різних виставках аж до року закінчення випуску всієї серії ЛАЗ-697М. Серійно автобуси ЛАЗ-697М виготовлялися до 1975 року, а відрізнити їх завжди можна по великій букві «Л» на передку. Наприкінці виробництва ЛАЗ-697М випускалася перехідна модель у якої передня частина автобуса зберігалася ще від ЛАЗ-697М, а задня частина кузова відповідала вже ЛАЗ-697Н.

## ЛАЗ-697Н
Перші дослідні екземпляри автобуса ЛАЗ-697Н «Турист» були помічені на ВДНГ СРСР у 1971 році. По суті, цей автобус був таким собі гібридом з серійного на той момент кузова ЛАЗ-697М з новим передком. Цікаво, що дослідні зразки ЛАЗ-697Н з'явилися дещо пізніше дослідних зразків ЛАЗ-695Н і ЛАЗ-699Н, але в серійному виробництві він був освоєний раніше цих автобусів, уже в 1975 році. Випуск ЛАЗ-697Н в «класичному» вигляді з повністю новим кузовом тривав недовго, менше трьох років.
У 1978 році на ЛАЗі почали виробництво перехідної моделі, яка назвали ще ЛАЗ-697Н, але по багатьом елементам вже була уніфікована з майбутньою моделлю ЛАЗ-697Р. Наприклад, бічні вікна автобуса позбулися кватирок — вентиляція кузова тепер здійснювалася через єдиний повітрозабірник на даху автобуса. У цих машин також з'явилися другі вхідні двері в задньому звисі, як у старшого побратима ЛАЗ-699Н.

## ЛАЗ-697Р

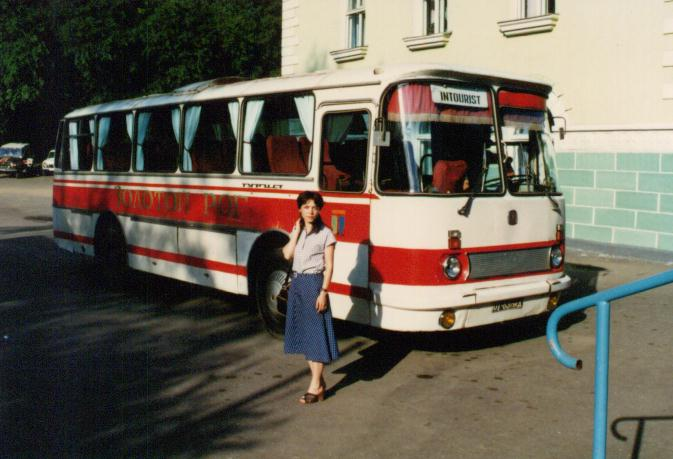
ЛАЗ-697Р «Турист», який вироблявся з 1978 по 1982 роки

Виробництво автобуса ЛАЗ-697Р почалося в 1978 році. Від попередньої модифікації автобус відрізнявся лише невеликими конструктивними змінами. Зовні від ЛАЗ-697Н ці автоубси можна відрізнити за розташуванням передніх покажчиків повороту — у ЛАЗ-697Н вони були круглі і перебували з боків від фар, у ЛАЗ-697Р покажчики повороту квадратні і розташовані над фарами. Також на автобусах ЛАЗ-697Р відмовилися від задніх дверей — нововведення, застосованого на останніх партіях ЛАЗ-697Н, оскільки наявність додаткових вхідних дверей на такому короткому автобусі дуже сильно знижувало пасажиромісткість.
Виробництво автобусів ЛАЗ-697Р тривало до 1985 року, коли було остаточно згорнуто на користь місткішої моделі ЛАЗ-699Р. Тому нині[коли?] автобуси ЛАЗ-697 є досить рідкісною моделлю. Найчастіше зустрічається модифікація ЛАЗ-697Р, хоча в деяких куточках Україні ще працюють машини ЛАЗ-697Н і навіть ЛАЗ-697М. Слід зазначити, що в 90-і роки деякі автобуси ЛАЗ-695Н піддавалися місцевим переробкам, в ході яких автоматичні двері замінювалися ручними, а в салоні встановлювалися сидіння міжміського типу. Відрізнити ці машини від справжніх ЛАЗ-697Р можна по наявності других дверей в задньому звисі.